# 笑っていいとも!スペシャル
『笑っていいとも!スペシャル』（わらっていいとも スペシャル）とは、フジテレビ系列にて1982年（昭和57年）10月4日 - 2014年（平成26年）3月31日）まで、平日の12:00 - 13:00（JST）に生放送されていた長寿トークバラエティ番組『森田一義アワー 笑っていいとも!』のスペシャル放送版を示す。

## レギュラー番組
森田一義アワー 笑っていいとも!
1982年10月4日 - 2014年3月31日
通称は『笑っていいとも!』『いいとも!』。
平日の12:00 - 13:00（JST）に生放送されていた長寿バラエティ番組。
笑っていいとも!増刊号
1982年10月24日 - 2014年 3月30日
通称は『増刊号』『いいとも!増刊号』。
毎週日曜日の午前10:00 - 11:45（JST）に放送されていた『森田一義アワー 笑っていいとも!』のダイジェスト番組。

## 特別番組
笑っていいとも!特大号
1982年12月24日 - 2014年3月31日
通称は『特大号』『いいとも!特大号』
毎年、年末年始12月第3・4週の水曜日のゴールデンタイムの時間帯に生放送。
いいとも!全曜日レギュラー陣が一挙に集結する。
笑っていいとも!増刊号 生スペシャル
1987年 - 1996年・1998年 - 2001年、2004年 - 2011年
通称は『増刊号生スペシャル』。
『FNSの日』の日曜日の午前から午後（10:00 - 12:30頃）に掛けて生放送。
いいとも!全曜日レギュラー陣が一挙に集結する。
2012年はメイン、2013年は増刊号は付いてない
笑っていいとも!春・秋の祭典スペシャル
2001年3月26日 - 2009年10月12日
通称は『春祭』『春の祭典』『秋祭』『秋の祭典』。
春（4月）・秋（10月）のテレビ番組改編時期に生放送されていた特別番組であり、『笑っていいとも!新春祭』と類似している。
司会は森田一義（タモリ）と火曜日レギュラーの中居正広。
笑っていいとも!新春祭
2004年1月5日・2005年1月10日
通称は『新春祭』『いいとも!新春祭』。
2004年・2005年1月に生放送されていた特別番組であり、『笑っていいとも!春・秋の祭典スペシャル』と類似している。
司会は森田一義（タモリ）と火曜日レギュラーの中居正広。
夜の笑っていいとも!春・秋のドラマ特大号
2010年4月12日・10月11日
通称は『ドラマ特大号』『春・秋のドラマ特大号』。
春（4月）・秋（10月）のテレビ番組改編時期に生放送されていた特別番組であり、『笑っていいとも!春・秋の祭典スペシャル』の進化版。
司会は森田一義（タモリ）と火曜日レギュラーの中居正広。
笑っていいとも!豪華俳優★人気芸人が大集合SP!
通称は『豪華俳優★人気芸人が大集合SP!』。
2011年4月11日
春（4月）のテレビ番組改編時期に生放送されていた特別番組であり、『笑っていいとも!春・秋の祭典スペシャル』および『夜の笑っていいとも!春・秋のドラマ特大号』の進化版。
司会は森田一義（タモリ）と火曜日レギュラーの中居正広。
FNS27時間テレビ 笑っていいとも!真夏の超団結特大号!!徹夜でがんばっちゃってもいいかな?
2012年7月21日（土曜日）の18:30から翌日22日（日曜日）の20:54
通称は『真夏の超団結特大号!!』。
『FNSの日』通算26回目の放送。
当番組が放送開始30周年目と『FNSの日』が25周年目と言う節目で、当番組をベースとした放送が決定。
総合司会を務める森田一義（タモリ）は最年長であり、第3回（1989年）以来、23年ぶりの総合司会担当となるが、単独総合司会では今回が初めてとなる。
1998年 - 2000年、2006年・2007年の5回はいいとも!制作スタッフ主体の体制だったが、番組タイトル名が「いいとも!」とついたのは初めてのことである。